# Willy Kurant
Willy Kurant (15. února 1934 Lutych – 3. dubna 2021) byl belgický kameraman. Jeho otcem byl německý kameraman Curt Courant a v rodném Lutychu žil do osmi let. Následně se kvůli válce odstěhoval se svou starší sestrou a jejím manželem na venkov. Svou kariéru kameramana zahájil v roce 1954, kdy strávil šest měsíců v Belgickém Kongu jako člen dokumentaristické skupiny. Po návratu do Belgie pracoval jako kameraman v televizních zprávách. Roku 1957 získal stipendium ke studiu v britském studiu Pinewood Studios. Později coby kameraman pracoval na filmech řady režisérů, mezi něž patří například Jean-Luc Godard, Philippe Garrel, Jerzy Skolimowski a Agnès Varda. Za práci na filmu Pod sluncem Satanovým (1987) byl nominován na Césara pro nejlepší kameru.